# Большая ягодичная мышца
Большая ягодичная мышца (лат. musculus gluteus maximus) — самая большая мышца из трёх ягодичных мышц, находящаяся ближе всех к поверхности. Она составляет большую часть формы и внешнего вида ягодиц.
Это широкая и толстая мясистая масса ромбовидной формы; от неё зависит, насколько будут выступать ягодицы.
Её большой размер — одна из самых характерных особенностей мышечной системы человека, поскольку она держит туловище человека в вертикальном положении.
По структуре она грубоволокнистая, состоит из пучков, лежащих параллельно друг другу, соединенных вместе в один большой узел и разделенных волокнистыми перегородками.

## Начало и прикрепление

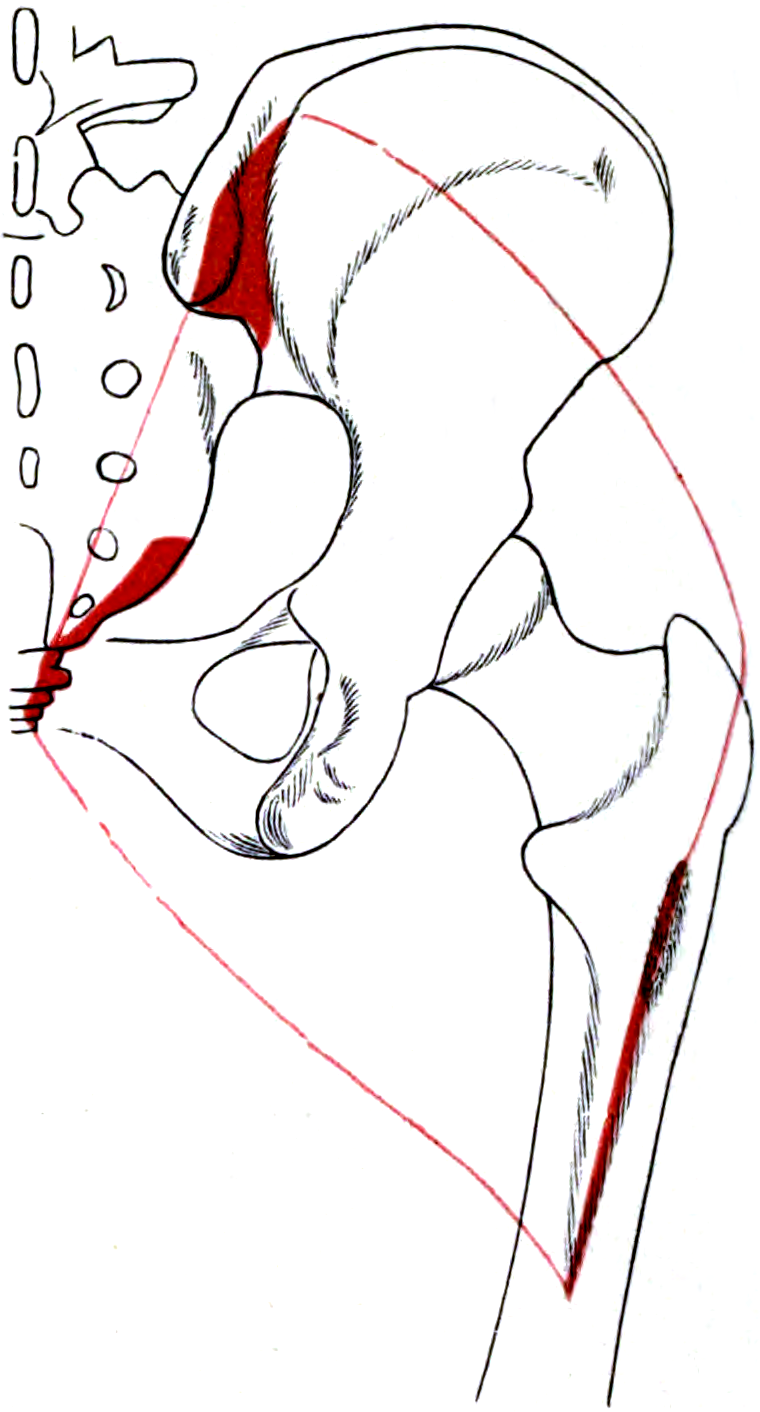
Места прикрепления и проекция расположения правой большой ягодичной мышцы

Она начинается от задней части наружной поверхности подвздошной кости, шероховатая часть которой содержит подвздошный гребень, она находится непосредственно над и позади него; от задней поверхности нижней части крестца и сбоку от копчика; от сухожилия выпрямляющей мышцы спины, крестцово-бугорной связки и фасции, покрывающей среднюю ягодичную мышцу (ягодичное сухожилие).
Волокна направлены косо вниз и латерально; они формируют нижнюю и большую часть мышцы, вместе с поверхностными волокнами нижней части, в конце плотной жилистой пластинки, которая огибает большой вертел бедренной кости и переходит в широкую фасцию бедра; более глубокие волокна нижней части мышцы расположены в ягодичной бугристости между латеральной широкой мышцей бедра и приводящей мышцей.
Большая ягодичная мышца — также главная мышца, используемая многими спортсменами, такими, как волейболисты, хоккеисты, баскетболисты и футболисты.
Растяжение этой мышцы весьма болезненно.

## Синовиальные сумки
Три синовиальные сумки обычно находятся в зависимости от глубины поверхности этой мышцы:
- первая, как правило, ячеистая, располагается над большим вертелом бедренной кости;
- вторая, часто недостающая, расположена над бугристостью седалищной кости и седалищным нервом;
- третья находится между сухожилием мышцы, что в латеральной широкой мышце бедра.

## Движения
Когда большая ягодичная мышца занимает неподвижное положение в тазе, она напрягает бедро и обеспечивает прямостоячее положение туловища.
Принимая неподвижное положение снизу, она воздействует на таз, поддерживая его и туловище над головкой бедра; это особенно очевидно при стоянии на одной ноге.
Она очень сильно влияет на тело, держа его в вертикальном положении после наклона, путём вытягивания таза назад, ей помогают двуглавая мышца бедра, полусухожильная мышца, полуперепончатая мышца и большая приводящая мышца.
Большая мышца бедра — это напрягатель широкой фасции бедра, делает ногу устойчивой во время стояния, когда разгибающая мышца расслаблена.
Нижняя часть мышцы сгибает бедро и напрягает подвздошно-большеберцовый тракт.